# シュコダ47T
シュコダ47Tは、ドイツの都市・コトブスの路面電車であるコトブス市電の車両。チェコのシュコダ・トランスポーテーションが展開する超低床電車であるフォアシティ・プラスの1車種で、他都市の路面電車事業者との共同発注が行われた経緯を持つ。

## 概要
2018年、ドイツのブランデンブルク州に属するコトブス、フランクフルト (オーダー)、ブランデンブルクの3都市の路面電車事業者は、予備部品の発注の簡素化や予算削減を目的に、新型路面電車車両の共同入札を発表し、2021年にシュコダ・トランスポーテーションが製造権を獲得した。そのうち、コトブス向けに製造される車両が47Tである。当初は7両が発注され、その後2024年にオプション分も含めた15両の追加発注が実施されている。
基本的な設計は他都市に導入される車両と同様で、右側通行に対応した3車体連接車となっている。前後車体の端に、水冷式誘導電動機や回転軸を備えた動力台車が、中間車体には回転軸が無い付随台車が設置されているが、そのうち動力台車の部分は床上高さが高くなっており、車内には段差が存在する。車体幅は2,400 mmで、他の都市に導入される同型車両と比べ100 mm広くなっており、定員数も増加している。また、車内には6人分の折り畳み座席が設置されている他、運転台が備わっている前方車体には車椅子用スペースが存在する。運転台からは車内外に設置された監視カメラの映像の確認が可能である。
2024年6月に最初の車両が納入されており、試運転を経て2025年から営業運転を開始する事になっている。これにより、コトブス市電で使用されていた旧型車両（タトラKTNF6）の置き換えが実施される。